# Athamas

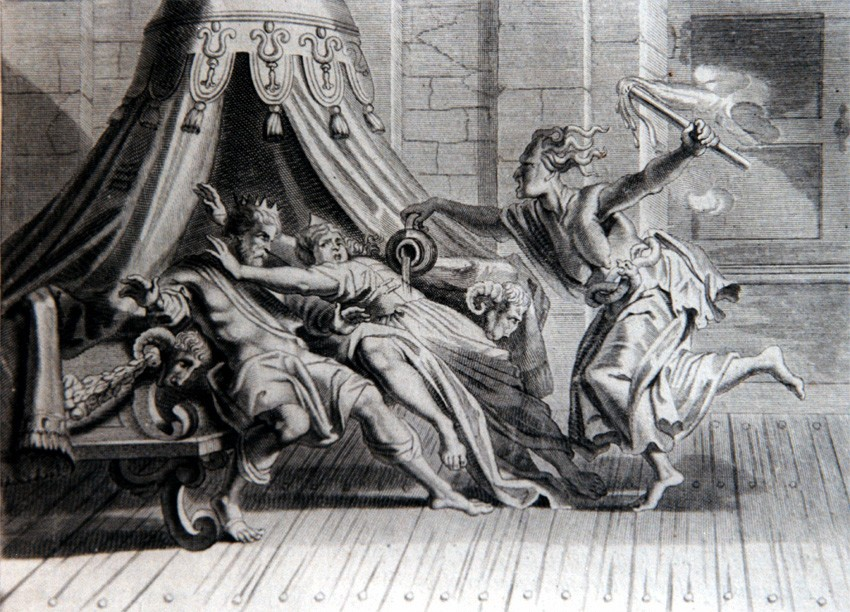
Tisiphone macht Athamas und Ino wahnsinnig. Darstellung aus dem 17. Jahrhundert

Athamas (altgriechisch Ἀθάμας Athámas) ist in der griechischen Mythologie der König von Böotien und der Begründer der Stadt Halos in Thessalien.
Er ist der Sohn des Aiolos und der Enarete. Er hat sechs Brüder – Kretheus, Sisyphos, Salmoneus, Deion, Magnes und Perieres – und fünf Schwestern – Kanake, Alkyone, Peisidike, Kalyke und Perimede.
Mit seiner ersten Frau Nephele (nicht zu verwechseln mit Nephele, der Wolke) hat er zwei Kinder: Phrixos und Helle. Mit seiner zweiten Frau Ino hat er die Kinder Learchos und Melikertes. Aus Hass auf ihre beiden Stiefkinder manipuliert Ino zuerst die Ernte, dann den Boten, der zum Orakel von Delphi geschickt wird, um den Grund für die Missernten zu erfragen. Der Bote berichtet auf ihre Anweisung hin, dass die Götter nur gnädig zu stimmen seien, indem Phrixos dem Zeus geopfert werde. Phrixos wird aber gemeinsam mit Helle rechtzeitig von seiner Mutter entführt und gerettet.
Später belegt Hera Athamas mit einem Fluch, sodass er im Wahn seinen Sohn Learchos tötet. Ino und Melikertes flüchten und stürzen sich ins Meer.
Athamas muss Böotien verlassen, wird aber nach längerer Wanderschaft sesshaft und heiratet Themisto, die Tochter des Hypseus. Mit ihr bekam er die Söhne Leukon, Erythrios, Schoineus, Ptoos, Sphingios und Orchomenos.
Sowohl Aischylos als auch Sophokles und Euripides widmeten der Athamas-Sage mehrere Tragödien, von denen keine vollständig erhalten ist.
Auch der noch zur Zeit von Pausanias gebräuchliche Name der "Athamantischen Ebene" für die Gegend zwischen Gla und Akraiphia in Böotien geht auf ihn zurück.